# Équipe de Slovénie de rugby à XV
L'équipe de Slovénie de rugby à XV rassemble les meilleurs joueurs de rugby à XV de Slovénie.
L'équipe est à la 76e place mondiale du classement World Rugby du 22 aout 2022.

## Palmarès en Coupe du monde
- - 1987 : non invitée
  - 1991 : pas qualifiée
  - 1995 : pas qualifiée
  - 1999 : pas qualifiée
  - 2003 : pas qualifiée
  - 2007 : pas qualifiée
  - 2011 : non qualifiée
  - 2015 : non qualifiée
  - 2019 : non qualifiée
  - 2023 : non qualifiée

## Championnat d'Europe
La Slovénie a gagné, lors de la saison 2008-2010, le championnat d'Europe des Nations en division 3B.